# 米ノ庄村
米ノ庄村（よねのしょうむら）は三重県一志郡にあった村。現在の松阪市の北西部、近鉄山田線・松ヶ崎駅から名松線・上ノ庄駅にかけての区域にあたる。旧・三雲町時代は旧村域全体が飛地であった。

## 地理
- 河川：三渡川、堀坂川

## 歴史
- 1889年（明治22年）4月1日 - 町村制の施行により、久米村・市場庄村・中ノ庄村・上ノ庄村の区域をもって発足。
- 1955年（昭和30年）3月21日 - 天白村・鵲村・小野江村と合併して三雲村が発足。同日米ノ庄村廃止。

## 交通

### 鉄道路線
- 近畿日本鉄道
  - 山田線
    - 松ヶ崎駅

  - 伊勢線
    - 米ノ庄駅 - 松ヶ崎駅

上記のほか、村域を日本国有鉄道の名松線が通過したが、駅は所在しなかった。現在は旧村域に上ノ庄駅が所在するが、当時は未開業。

### 道路
- 国道23号